# Arrondissement d'Erstein
L'arrondissement d'Erstein est une ancienne subdivision administrative française du département du Bas-Rhin créée le 28 juin 1919 et supprimée le 29 mai 1974.

## Composition
Il comprenait les cantons de Benfeld, Erstein, Geispolsheim, Illkirch-Graffenstaden et Obernai.
Le décret du 24 mai 1974 portant modification aux circonscriptions administratives territoriales supprime l'arrondissement d'Erstein au 29 mai 1974. Il intègre les cantons de Geispolsheim et d'Illkirch-Graffenstaden à l'arrondissement de Strasbourg-Campagne, et les cantons de Benfeld, Erstein, et Obernai à l'arrondissement de Sélestat, qui prend le nom d' « arrondissement de Sélestat-Erstein ».